# Матяшівська сільська рада
Матяшівська сільська́ ра́да — сільська рада, територія якої відноситься до складу Великобагачанського району Полтавської області, Україна. Центром сільради є село Матяшівка. Утворена у 1919 році.
Населення сільради 965 осіб.

## Населені пункти
- село Матяшівка